# Schloss Annaberg (Friesdorf)

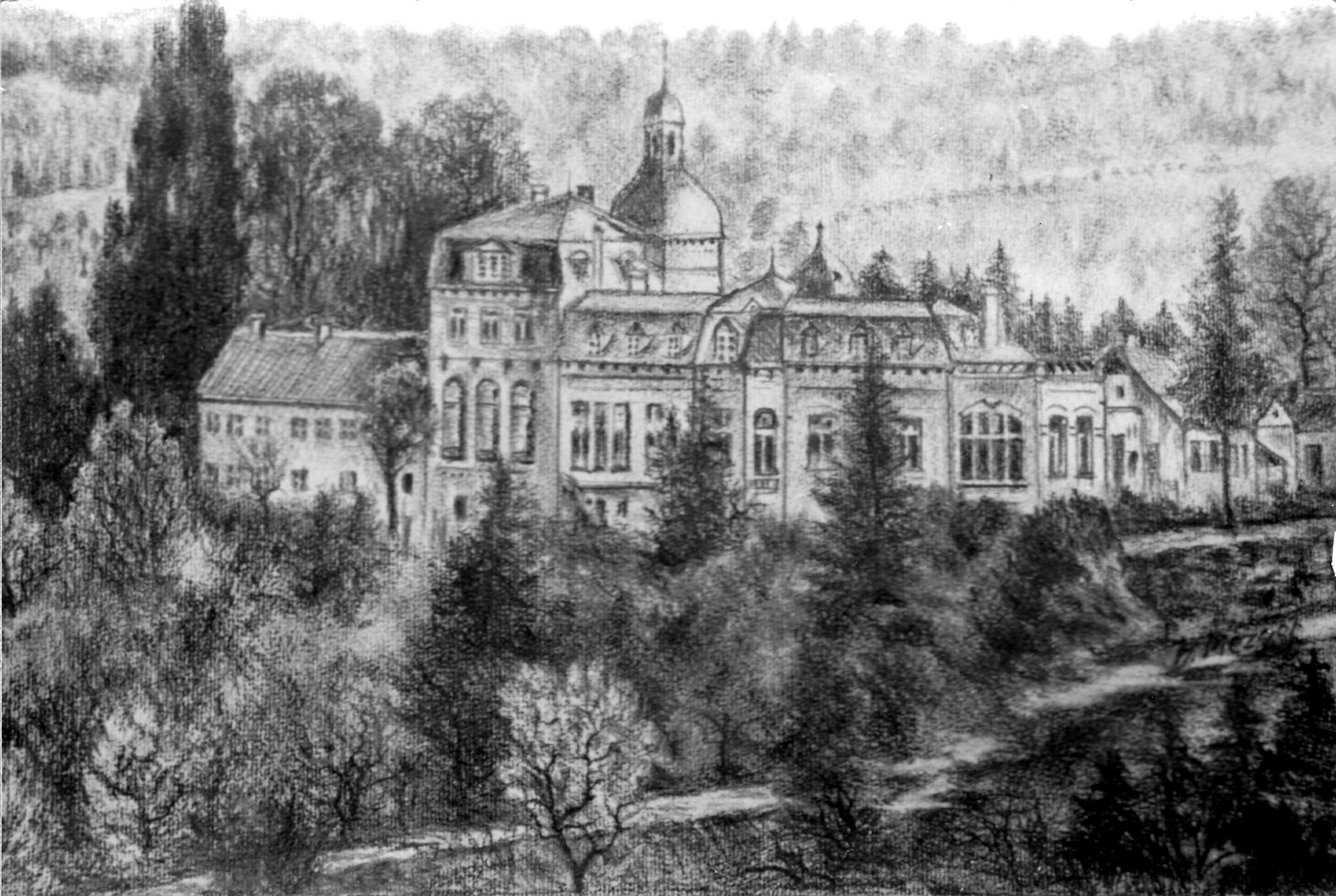
Rückfassade des Schlosses ca. 1925

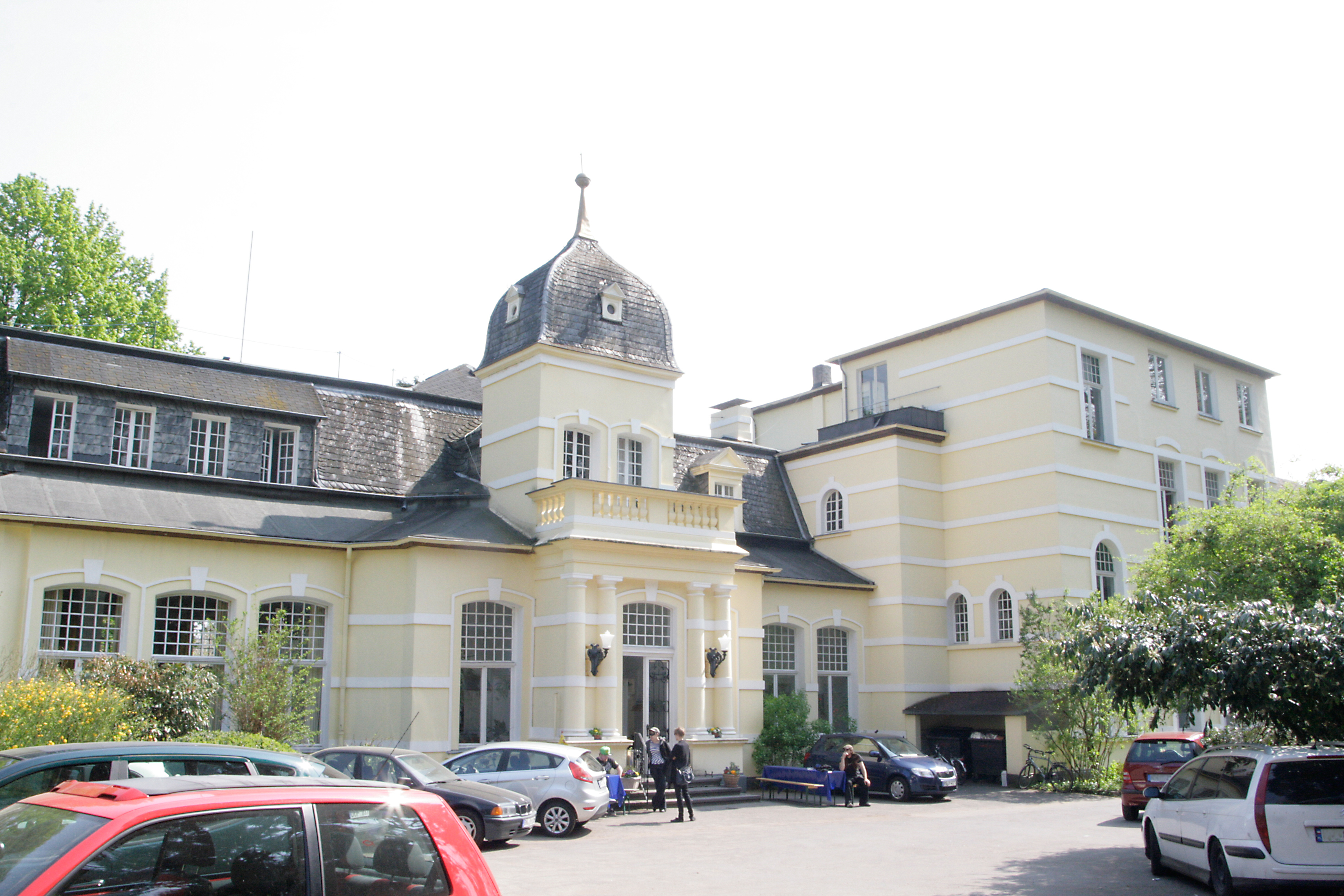
Frontfassade des Schlosses im Jahr 2013

Als Schloss Annaberg (auch: Haus Annaberg) wird ein schlossartiges Herrenhaus an der Annaberger Straße 400 im Bonner Ortsteil Friesdorf bezeichnet. Das Gebäude liegt im Westen des Ortes in einem Waldstück, das in den Kottenforst übergeht. Es wird heute als Begegnungsstätte genutzt und steht unter Denkmalschutz.

## Geschichte
Bereits seit dem 18. Jahrhundert wurden in der Gegend alaunhaltige Braunkohle und Ton vom Kloster Marienforst abgebaut – wie auf dem Pützberg (alter Name des Annabergs), der 1807 verkauft wurde und auf dem ab 1808 das Friesdorfer Braunkohlen-, Alaunerz- und Vitriolerz-Bergwerk tätig war. Nach mehreren Besitzerwechseln wurden die Gruben 1845 aufgegeben und die Landschaft von Franz Moll renaturiert und aufgeforstet. Auf dem Bergbaugelände entstand oberhalb des damaligen Dorfes in der zweiten Hälfte des 19. Jahrhunderts das Versuchsgut Annaberg, nachdem die preußische Regierung das Land 1860 erworben hatte. Das Versuchsgut gehörte zur Landwirtschaftlichen Akademie Poppelsdorf. Das Gut umfasste eine Ackerbauschule und eine Baumschule, die 1865 nach Einstellung der Kölner Zentral-Baumschule eröffnet wurde. Bereits 1875 beendete die Akademie ihre Aktivitäten auf dem Gut.
In Folge war die Familie Hamacher Eigentümer des Gutes. Später erwarb der wohlhabende Zuckerfabrikant (Pfeifer & Langen) und Kaufmann Eugen Pfeifer (1848–1915), Sohn von Emil Pfeifer, das Gut. 1897 ließ er eine Sommerresidenz, in der Familie „Tusculum“ genannt, errichten. Dazu wurde ein vermutlich bereits vorhandenes Gebäude erweitert. Das Herrenhaus erhielt eine historistische Fassade mit Säulen, barocken Balkonen, Türmchen und Erkerchen. Den Mittelpunkt bildet der Kaminsaal. Das Schloss verfügte über einen heute teilweise verwilderten Park, in dem exotische Bäume aus dem 19. Jahrhundert stehen – vermutlich von der bis 1875 betriebenen Baumschule angelegt. Vom Anwesen hatte man damals einen freien Blick auf den Rhein und das Siebengebirge. Pfeifer empfing auf dem Annaberg den preußischen Adel (darunter den Kronprinzen) und rheinische Industrielle.
Nach Pfeifers Tod im August 1915 wohnte seine Witwe Paula Maria Pfeifer (1855–1949) noch zwei Jahre auf dem Gut. Im August 1917 wurde es an den Reichsgrafen Wilhelm von Westerholt verkauft. Im Zweiten Weltkrieg wurde Annaberg von einer Brandbombe getroffen, die große Teile des Gebäudes zerstörte. Der Besitzer konnte nur einen provisorischen Wiederaufbau finanzieren. Dank Vermittlung eines deutsch-baltischen Barons und einer Kreditaufnahme erwarb Jazeps Urdze 1952 das Gebäude für den heutigen Baltischen Christlichen Bund e.V. Der lettische evangelische Pastor hatte den Bund (damals noch Baltischer Christlicher Studentenbund) 1947 gegründet. Unter ihm wurde das Schloss wieder instand gesetzt. Als er 1985 starb, übernahm sein Sohn Andrejs die Leitung von Verein und Schloss, die dieser später wiederum an Edine Yorulmaz übergab.

## Gegenwart
Heute ist das Schloss vor allem als Veranstaltungsort bedeutender Konferenzen und Kulturereignisse bekannt. So fanden hier Treffen der Klingenden Brücke statt, ebenso die Annaberger Waldweihnacht. Des Weiteren dient Haus Annaberg heute als Gästehaus und Studentenwohnheim, außerdem immer wieder als Filmkulisse für verschiedene Produktionen.
Nach Schloss Annaberg sind die Annaberger Annalen benannt, das Jahrbuch des Baltischen Christlichen Bundes.